# Robertson Stadium
John O'Quinn Field at Corbin J. Robertson Stadium, oftest blot kaldet Robertson Stadium, er et sportsanlæg i Houston, Texas, USA, beliggende på University of Houstons campusområde. Stadionet bruges til flere sportsgrene, og Major League Soccer-holdet Houston Dynamo har hjemmebane her.
Robertson Stadium blev indviet 18. september 1942 og er efterfølgende blevet renoveret flere gange. Der er plads til 32.000 tilskuere.
- Wikimedia Commons har flere filer relateret til Robertson Stadium

29°43′19″N 95°20′57″V / 29.721944444444°N 95.349166666667°V